# 강영환
강영환(한국 한자: 康英煥, 1983년 1월 16일 ~ )은 대한민국의 전 축구 선수이며, 포지션은 골키퍼였다.

## 수상 내역

### 대회 기록
창원시청 축구단 (2005 ~ 2007)
- 대통령배 전국축구대회 ● 3위: 2005